# Das Ölschieferskelett
Das Ölschieferskelett. Eine Zeitreise ist ein 1996 im Ammann Verlag veröffentlichter Science-Fiction-Roman des deutschen Schriftstellers Bernhard Kegel.  In dem Roman, dessen unterschiedliche Handlungsstränge auf mehreren Zeitebenen spielen, bedient sich Kegel des Science-Fiction-Genres von Zeitreisen, um geologische und evolutionsbiologische Zusammenhänge und des Eingriffs des Menschen in diese darzustellen.
Das Skelett eines neuzeitlichen Menschen wird, in Ölschiefer eingebettet, zufällig in der Grube Messel in der Nähe der hessischen Stadt Darmstadt gefunden. Aufgrund der Fundumstände ist es eindeutig in die Zeit des Eozäns, also auf ein Alter von etwa 50 Millionen Jahre, datierbar, während die Anatomie des Skeletts sowie beispielsweise eine noch am Armknochen befindliche Armbanduhr eindeutig auf einen Homo sapiens der modernen Zeit hinweisen.
Die Entdeckung wird geheim gehalten und ein Wissenschaftler der Forschungsstation der Grube Messel beginnt mit Nachforschungen, die ihn letztendlich selbst in die Urzeit bringen, wo er auf andere Menschen mit sehr unterschiedlichen Motivationen trifft. Im Laufe der Handlung erfährt der Leser dann, wie es zu der Entstehung des Fundes kam.

## Handlung

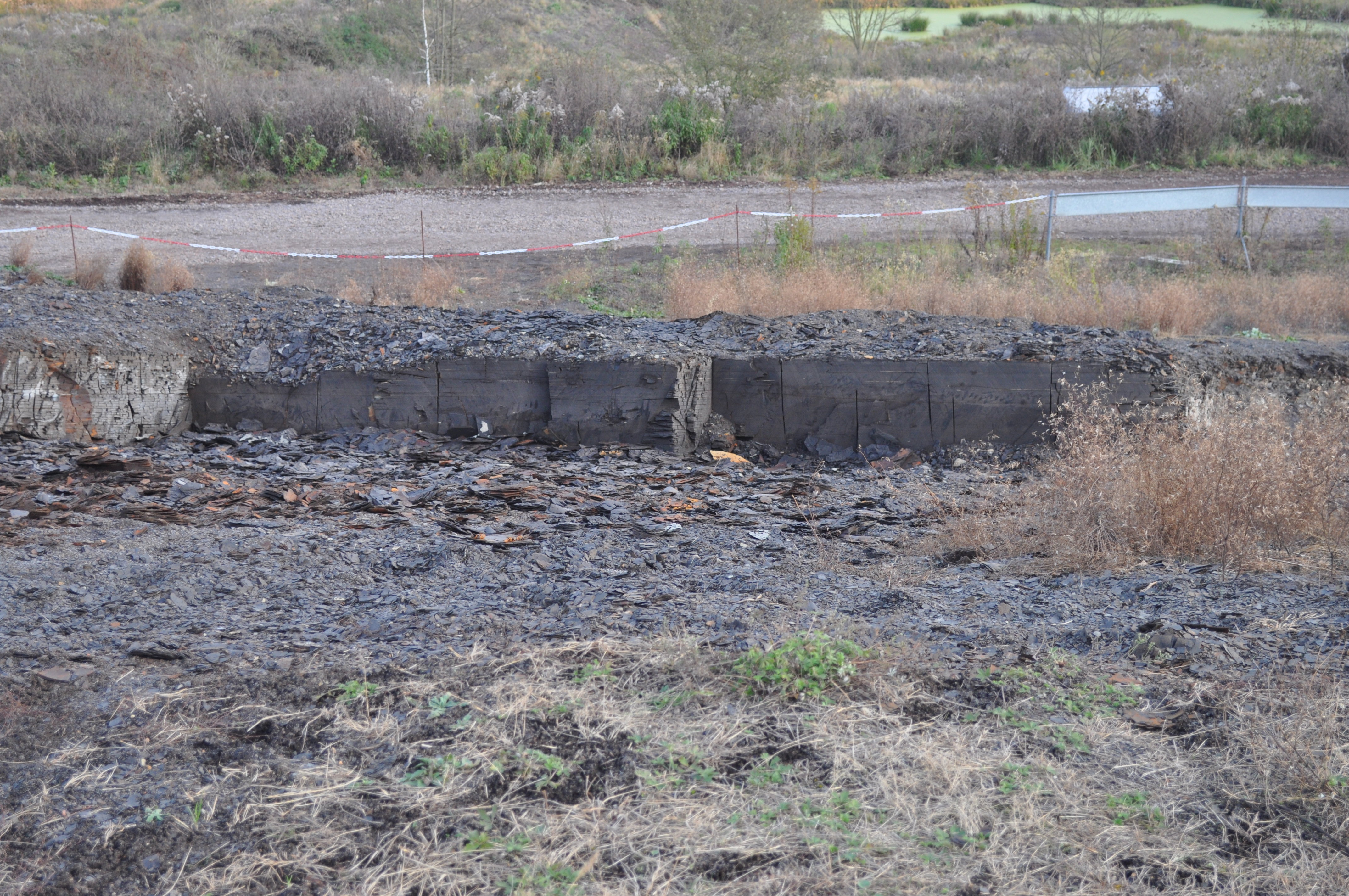
Im Rahmen der Fossilgrabungen frisch angeschnittener Ölschiefer (Bildmittelgrund) in der Grube Messel

Mitarbeiter der Außenstelle des Senckenberg Naturmuseums der Stadt Frankfurt am Main entdecken auf der Suche nach Fossilien in der Grube Messel bei Darmstadt Anzeichen eines vielversprechenden Fundstücks. Der Paläontologe Dr. Helmut Axt, ihr Vorgesetzter und zugleich Leiter der Außenstelle, lässt das noch im Ölschiefer verborgene Fossil zur genaueren Untersuchung in den Keller der Einrichtung bringen. Als er alleine am Wochenende den Fundblock im Labor röntgt, erkennt er auf dem Röntgenbild das versteinerte Skelett eines modernen Menschen mitsamt goldenen Zahnkronen und moderner Armbanduhr. Diese Entdeckung belastet Axt in der Folge sehr schwer, da er diese nicht mit seinem rationalen und wissenschaftlich ausgebildeten Verstand erklären kann. Er hält den Fund vorerst geheim, vertraut sich dann aber seinem Mentor und Vorgesetzten im Senckenberg Naturmuseum, Professor Gernot Schmäler, an. Dieser schlägt vor, bei einem befreundeten Wissenschaftler eine Altersbestimmung durchzuführen, die, so Schmäler, sicherlich das Skelett neuzeitlich datiert und den Anachronismus auflösen wird. Beide Wissenschaftler beschließen, bis dahin über den Fund Stillschweigen zu bewahren.
Zur gleichen Zeit trifft in Berlin der Student Michael Hofmeister einen alten Freund aus Kindertagen, Tobias Haubold, wieder. Michael studiert mittlerweile Biologie an der Freien Universität Berlin und spezialisiert sich dort auf Insektenkunde und speziell auf die Käferkunde. Tobias studiert an der gleichen Universität Geologie. Als Jugendliche waren beide fasziniert von wissenschaftlichen Entdeckungen und abenteuerlichen Expeditionen. Besonders der in ihrer Schule gemeinsam angeschaute Film Reise in die Urzeit beeindruckte sie nachhaltig.
Als Tobias Michael einen in Harz eingegossenen Prachtkäfer sowie ein herbarisiertes Laubblatt, beides Mitbringsel aus seinem Urlaub in der Hohen Tatra, zukommen lässt, stellt dieser nach einigen Nachforschungen fest, dass sich beide Stücke nicht eindeutig wissenschaftlich bestimmen lassen und die angegebene Herkunft zweifelhaft ist.
Auf Wunsch seines Vorgesetzten Schmäler hält Axt für ihn kurz darauf am Institut für Allgemeine Zoologie der Freien Universität Berlin einen Vortrag zum Thema Paläontologie und Evolution und stellt dabei die Grube Messel und ihre Fossilienfunde vor. Im Publikum sitzen auch Michael und Tobias und Michael erkennt auf einem Dia eines 50 Millionen Jahre alten fossilierten Prachtkäfers eine große Ähnlichkeit zu seinem Exemplar. Axt lernt nach dem Vortrag Professor Alois Sonnenberg kennen. Sonnenberg ist Leiter des Instituts für Paläontologie und in der Fachwelt mittlerweile nahezu unbekannt, von seinen Kollegen wird er weitestgehend gemieden. Er lädt Axt zu einem Gespräch in sein Institut ein. Dort gibt sich Sonnenberg als Kritiker des akzeptierten Evolutionsgedankens Darwinscher Prägung zu erkennen. Axt fällt im Verlauf des Gesprächs ein ebenfalls in Harz eingebetteter Prachtkäfer auf, der seinen Fossilien verblüffend ähnlich sieht, laut Sonnenberg aber aus Südostasien stammt. Das Gespräch der beiden wird durch den Besuch eines Studenten bei Professor Sonnenberg unterbrochen, bei dem es sich um Tobias handelt.
Michael findet heraus, dass sowohl der Prachtkäfer wie auch das Laubblatt zu nicht mehr existierenden Gattungen aus dem Eozän stammen müssen. Genau wie Axt nimmt auch ihn die Unlogik dieser Schlussfolgerung psychisch sehr mit und er stellt schließlich Tobias zur Rede. Dieser bestätigt die zeitliche Einordnung und gibt zu, dass er eine Höhle in der Slowakei kennt, die in die Vorzeit, genauer in das Eozän und damit auch zur Grube Messel führt. Nachdem Michael die Geschichte psychisch immer mehr zusetzt, beschließt er, das Problem dadurch zu lösen, dass er Tobias’ Geschichte vor Ort als Lüge entlarvt. Er bricht mit Tobias zur Reise in die Slowakei auf, wobei sie dort auf Michaels Kommilitonin und mehr oder weniger feste Freundin Claudia und ihren Dackel Pencil treffen. Claudia, angehende Botanikerin, wurde von Michael um Hilfe bei der Bestimmung des herbarisierten Blattes gefragt und ist ihrem Freund nachgereist.
Mittels eines Bootes fahren sie auf einem Fluss in die Höhle hinein und gelangen tatsächlich durch eine Art Zeitsprung in das Eozän. Sie fahren mehrere Tage auf dem Fluss weiter, der sie in die Gegend der späteren Grube Messel bringt. Schnell wird ihnen während der Reise klar, dass bereits vor ihnen Besucher hier waren. Es stellt sich heraus, dass Ellen Hartmann, eine mit Tobias bekannte Doktorandin und Assistentin von Professor Sonnenberg, die Grube Messel besucht und dort evolutionsbiologische Experimente durchgeführt hat. Sie will durch das gezielte Töten von Tieren wie beispielsweise Fledermäusen selbst die Evolution beeinflussen und die Folgen ihres Handelns nach 50 Millionen Jahren Evolution in der Gegenwart anhand nachprüfbarer Fakten wie beispielsweise Fossilien feststellen. Ein erster Erfolg ihrer Einflussnahme mittels Insektiziden und Dynamit lässt sich in dem plötzlichen Verschwinden von Fledermausfossilien aus der Grube Messel erkennen. Da sie die Tiere im Eozän an dieser späteren Fundstelle getötet und vertrieben hat, verschwinden diese in der Gegenwart auf unerklärliche Weise aus Museumsvitrinen oder auch aus den Präparationslaboratorien der Grube Messel, da sie faktisch nie entstehen konnten. Der erste Besucher im Eozän war allerdings Alois Sonnenberg selbst, der 20 Jahre vor ihnen die erste Reise in das Eozän gemacht hatte. Von ihm hat seine Assistentin Ellen auch das Wissen über das Portal, hat dies jedoch ohne Wissen Sonnenbergs und durch das Ausspionieren seiner Unterlagen selbst herausgefunden.
Sonnenberg ist mittlerweile alt und gebrechlich und hat, nachdem er das Eozän mit seiner Flora und Fauna selbst kennengelernt hat, kein großes Interesse mehr an der oft falsch liegenden Paläontologie. Deshalb überredete er Tobias zu neuen Reisen in das Eozän, um selbst von ihren Forschungsergebnissen und mitgebrachten Objekten, wie beispielsweise den später in Harz eingeschlossenen Prachtkäfern zu profitieren. Damit will er nach 20 Jahren wieder anfangen, zu forschen und zu publizieren. Eine weitere Person im Eozän ist Ernst Herzog, Paläontologe und berühmter Dinosaurierkenner. Als Freund von Sonnenberg war er einer der wenigen Vertrauten von ihm und wusste von dem Eingang zum Eozän. Nach dem Tod seiner Frau, zehn Jahre vor der Gegenwartshandlung des Romans, verschwand er und lebt seitdem im Eozän.
Zwischenzeitlich informiert Schmäler Axt über das Ergebnis der Altersbestimmung des Fundstücks. Diese ergibt die für Fossilien der Grube Messel übliche Datierung auf 48 bis 50 Millionen Jahre vor unserer Zeitrechnung und Axt steht nach dieser Mitteilung kurz vor einem Nervenzusammenbruch. Als er kurz danach sein Büro verlässt und zur Grube hinabsteigt, steht er plötzlich an einem Seeufer und sieht die Grube Messel so, wie sie im Eozän ausgesehen hat. Nach kurzer Zeit erwacht er in der Gegenwart am Boden in der Grube, wo er offenbar zusammengebrochen ist. Nervlich am Ende, meldet er sich daraufhin krank, sieht später zu Hause während starkem Whiskykonsum den tschechischen Kinderfilm „Reise in die Urzeit“ und bricht vollkommen betrunken zusammen. Seiner Frau, die ihn in diesem Zustand findet, erzählt er schließlich die ganze Geschichte.
Tobias, Michael und Claudia dringen zu Land und zu Wasser weiter vor und treffen nun auch auf typische Vertreter des Eozäns wie Deinotherium, Brontotherium, Hyracotherium und Gastornis. Bei einem Sturz von einem Felsen verletzt sich Tobias lebensgefährlich. Michael und Claudia können Tobias eine Zeitlang am Leben halten, aber sein Zustand ist nach wie vor ernst. Erst nachdem sich Ernst Herzog, der sie bereits eine Weile beobachtet hatte, der Gruppe offenbart hat und sich ihrer annimmt, bekommt Tobias in Herzogs Höhle medizinische Hilfe.
Währenddessen stellt Axt bei seinen Nachforschungen zu dem Skelett eine Verbindung zwischen dem Prachtkäfer aus dem Eozän und Michael her, den er auf dem Kolloquium in Berlin kennengelernt hat. Mittlerweile vermutet er eine Zeitreise als Ursache für das moderne Skelett im Ölschiefer und konfrontiert Alois Sonnenberg mit diesem Fund. Anhand eines in einen Zahn eingesetzten Diamanten bei dem Skelett wird Sonnenberg sofort klar, dass dies sein Student Tobias ist, der im Eozän umgekommen sein muss. Er verrät Axt schließlich den Standort der Höhle in der Slowakei und dieser beschließt, die gleiche Reise zu unternehmen, um Tobias, falls möglich, noch zu retten. Ellen, die das Gespräch belauscht, beschließt ebenfalls eine Reise in das Eozän durch einen nur ihr bekannten zweiten und näheren Eingang. Sie will ihre mittlerweile moralisch bedenklichen evolutionsbiologischen Forschungsmethoden vertuschen und ihre dort befindlichen Unterlagen schützen. Als Sonnenberg wieder alleine in seinem Büro ist, begeht er aus Verzweiflung über das Schicksal seines Studenten Tobias Selbstmord mit einer Pistole.
Axt hat mittlerweile im Eozän die Gruppe von Herzog, Tobias, Michael und Claudia gefunden. Tobias und Michael sind zerstritten, da Michael und Claudia wieder in die Gegenwart zurückkehren wollen, Tobias aber dagegen ist. Axt erzählt der Gruppe die ganze Geschichte bis zu seiner Anwesenheit im Eozän, verschweigt aber den Fund des Skeletts von Tobias in der Grube. Herzog, der bereits eine Ahnung von den Machenschaften Ellens hat und diese unterbinden will, versteht nun die Zusammenhänge und führt die Gruppe direkt zu dem See, der später zur Grube Messel wird.
Bei dem Showdown am Ende des Romans kommt es am Seeufer zu einem Gerangel zwischen Tobias und der ebenfalls dort befindlichen Ellen. In dessen Verlauf stürzen beide vom steilen Uferbereich in eine tiefe Morastschicht und Tobias versinkt vor den Augen Herzogs und Michaels, um als Ölschieferskelett 50 Millionen Jahre später wieder aufzutauchen. Da Ellen ebenfalls im Morast versinkt, kann vermutet werden, dass es noch ein weiteres, diesmal weibliches, Ölschieferskelett in der Grube Messel zu finden gibt.
Herzog, Axt, Michael und Claudia kehren wieder in die Gegenwart zurück. Axt behält das Geheimnis von Tobias’ Skelett im Ölschiefer nach wie vor für sich. Zusammen mit Herzog kehrt er nochmals zurück und vernichtet die Überbleibsel von Ellens Forschung sowie die beiden ihnen bekannten Eingänge zu den Höhlen. Zum Schluss zerstört Axt noch das Ölschieferskelett von Tobias, um damit auch den letzten Hinweis auf diesen Vorfall zu vernichten.

## Erzählstruktur
Das Buch beginnt mit zwei Handlungssträngen, die parallel verlaufen und sich kapitelweise ablösen. Protagonist des ersten Handlungsstrangs ist Dr. Helmut Axt. Die Handlung des Strangs besteht aus dem Auffinden des Skeletts und später verstärkt in einer Beschreibung von Axts Rat- und Hilflosigkeit sowie der zunehmenden psychischen Spannungen angesichts der wissenschaftlichen Unerklärbarkeit seines Fundes. Der zweite Handlungsstrang thematisiert die beiden Studenten Michael und Tobias und beginnt mit ihrem Zusammentreffen und einem Rückblick auf ihre gemeinsame Kindheit.

## Rezeption
Die Frankfurter Allgemeine Zeitung bemängelt in ihrer Rezension die Disharmonie zwischen dem eigentlichen Romaninhalt und dem wissenschaftlich-sachlichen Aspekt des Buchs, die beiden gleich schaden würde: Der Band "Das Ölschieferskelett" zählt zu den günstigen Büchern. Zum Preis von einem erhält man zwei – einen Roman von der Stange, dem die Stiftung Warentest vielleicht sogar das Qualitätsurteil "gut" verleihen würde, sowie ein Sachbuch, das allerdings kommentierungsbedürftig ist. Schade, daß der Roman durch die Exkursionen in die Wissenschaft heillos zerstückelt wird und das Sachbuch unter der unmöglichen Handlung des Romans leidet.
Die Berliner Zeitung steht dem Werk positiver gegenüber und sieht Vergleiche zum heutigen Wissenschaftsbetrieb: Die Parallele zu verantwortungslosen Forschern heutzutage ist leicht gezogen.So stiftet Bernhard Kegels zweiter Roman nicht nur zum Nachdenken über die Evolutionstheorie, sondern auch über den heutigen Umgang mit der Forschung an. Und das muß nicht nur paläontologisch gebildete Naturwissenschaftler interessieren.

## Trivia

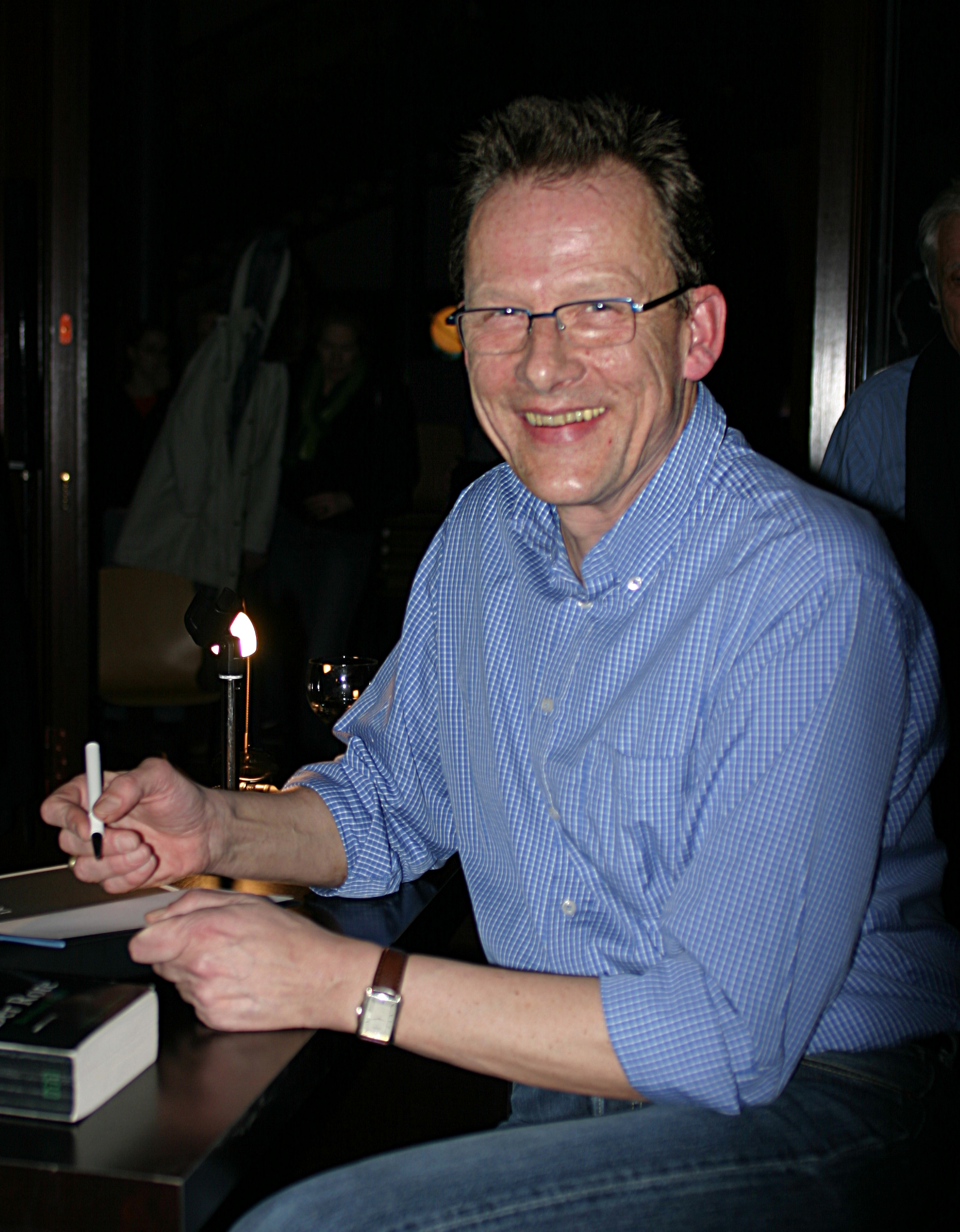
Bernhard Kegel bei der Vorstellung seines Buches „Der Rote“ am 30. Januar 2008 im Berliner Naturkundemuseum

Bernhard Kegel studierte selbst in den 1970er Jahren Chemie und Biologie an der Freien Universität Berlin und erlangte dort den akademischen Grad eines Diplombiologen. Seine Beschreibung des Fachvortrags von Dr. Axt und dort insbesondere die Räumlichkeiten, die leicht bizarren akademischen Rituale und die Wissenschaftspersönlichkeiten am Institut spiegeln eigene Beobachtungen aus dieser Zeit wieder. So schreibt auch die Berliner Zeitung in ihrer Rezension: Mit liebevoller Ironie – der Autor ist selbst promovierter Biologe – beschreibt Kegel die Rituale des Universitätsbetriebes. Eingeweihte erkennen den Hörsaal der Zoologen an der Berliner Hochschule mit seinen Eingängen fürs Fußvolk und den für die Wissenschaftler wieder.
Mehrfach wird in dem Roman auf die Absicht der Hessischen Landesregierung eingegangen, aus der Grube Messel, trotz ihrer Sonderstellung bezüglich der erhaltenen Fossilien, eine Mülldeponie zu machen. Dies konnte erst gegen Ende der 1980er Jahre endgültig gerichtlich verhindert werden. Zum Erscheinungszeitpunkt des Romans, 1996, war die Grube bereits seit zwei Jahren UNESCO-Welterbe und der Kampf gegen die Mülldeponiepläne bereits vor acht Jahren gewonnen.

## Auszeichnungen
Der Roman wurde 1996 mit dem Phantastik-Preis der Stadt Wetzlar ausgezeichnet. 1997 erreichte der Roman beim Kurd-Laßwitz-Preis den dritten Platz.

## Ausgaben
- Das Ölschieferskelett. Eine Zeitreise. Ammann, Zürich 1996, ISBN 978-3-250-10288-5
- Das Ölschieferskelett. Eine Zeitreise 2. Auflage, Heyne, München 1998, ISBN 978-3-453-13145-3
- Das Ölschieferskelett. Eine Zeitreise Fischer, Frankfurt am Main 2013, ISBN 978-3-596-19714-9
- E-Book (Kindle Edition)